# (2133) Franceswright
(2133) Franceswright es un asteroide perteneciente al cinturón de asteroides descubierto el 20 de noviembre de 1976 por el equipo del Observatorio del Harvard College desde la Estación George R. Agassiz, Estados Unidos.

## Designación y nombre
Franceswright recibió al principio la designación de 1976 WB.
Más adelante se nombró en honor de la astrónoma estadounidense Frances Woodworth Wright.

## Características orbitales
Franceswright está situado a una distancia media del Sol de 2,412 ua, pudiendo alejarse hasta 2,854 ua y acercarse hasta 1,97 ua. Su inclinación orbital es 6,904° y la excentricidad 0,1833. Emplea 1368 días en completar una órbita alrededor del Sol.